# Xadrez nos Jogos Asiáticos de 2010
O xadrez nos Jogos Asiáticos de 2010 realizou-se no Instituto de Xadrez de Guangzhou, em Cantão, na China, entre os dias de 13 a 26 de novembro de 2010, com quatro eventos individuais e por equipes.
A China terminou em primeiro lugar no quadro de medalhas ao ganhar três das quatro medalhas de ouro possíveis.

## Cronograma
| ● | Rodada | ● | Última rodada | S | Semifinais | F | Finais |

| Evento↓/Data →              | 13º Sáb | 14º Dom | 15º Seg | 16º Ter | 17º Qua | 18º Qui | 19º Sex | 20º Sáb | 21º Dom | 22º Seg | 23º Ter | 24º Qua | 25º Qui | 26º Sex |
| --------------------------- | ------- | ------- | ------- | ------- | ------- | ------- | ------- | ------- | ------- | ------- | ------- | ------- | ------- | ------- |
| Rápido individual masculino | ●●      | ●●      | ●●●     | ●●      |         |         |         |         |         |         |         |         |         |         |
| Equipe masculina padrão     |         |         |         |         |         | ●       | ●       | ●       | ●       | ●       | ●       | ●       | S       | F       |
| Rápido individual feminino  | ●●      | ●●      | ●●●     | ●●      |         |         |         |         |         |         |         |         |         |         |
| Equipe feminina padrão      |         |         |         |         |         | ●       | ●       | ●       | ●       | ●       | ●       | ●       | S       | F       |

## Nações participantes
Um total de 156 atletas de 25 nações competiram no xadrez nos Jogos Asiáticos de 2010:
- BAN Bangladesh (10)
- CHN China (10)
- IND Índia (10)
- INA Indonésia (2)
- IRI Irã (10)
- IRQ Iraque (6)
- JPN Japão (3)
- JOR Jordânia (10)
- KAZ Cazaquistão (7)
- KGZ Quirguistão (5)
- LAO Laos (1)
- LIB Líbano (3)
- MAS Malásia (3)
- MDV Maldivas (6)
- MGL Mongólia (6)
- NEP Nepal (4)
- PHI Filipinas (5)
- QAT Catar (9)
- KOR Coreia do Sul (10)
- SYR Síria (4)
- TKM Turcomenistão (5)
- UAE Emirados Árabes Unidos (4)
- UZB Uzbequistão (8)
- VIE Vietnã (10)
- YEM Iêmen (5)

## Medalhistas
| Event                       | Ouro                                                         | Prata                                                                               | Bronze |
| --------------------------- | ------------------------------------------------------------ | ----------------------------------------------------------------------------------- | --- |
| Rápido individual masculino | Rustam Kasimdzhanov UZB Uzbequistão                          | Lê Quang Liêm VIE Vietnã                                                            | Bu Xiangzhi CHN China                                                                                          |
| Equipe masculina padrão     | CHN China Wang Yue Wang Hao Bu Xiangzhi Zhou Jianchao Ni Hua | PHI Filipinas Wesley So Rogelio Antonio John Paul Gomez Darwin Laylo Eugene Torre   | IND Índia Pentala Harikrishna Krishnan Sasikiran Surya Shekhar Ganguly Geetha Narayanan Gopal Adhiban Baskaran |
| Rápido individual feminino  | Hou Yifan CHN China                                          | Zhao Xue CHN China                                                                  | Harika Dronavalli IND Índia                                                                                    |
| Equipe feminina padrão      | CHN China Hou Yifan Ju Wenjun Zhao Xue Huang Qian Wang Yu    | UZB Uzbequistão Nafisa Muminova Olga Sabirova Yulduz Hamrakulova Nodira Nodirjanova | VIE Vietnã Hoàng Thị Bảo Trâm Phạm Lê Thảo Nguyên Nguyễn Thị Thanh An Nguyễn Thị Mai Hưng Nguyễn Thị Tường Vân |

## Tabela geral de medalhas
| Pos.               | País               | Ouro | Prata | Bronze | Total |
| ------------------ | ------------------ | ---- | ----- | ------ | ----- |
| 1                  | China (CHN)        | 3    | 1     | 1      | 5     |
| 2                  | Uzbequistão (UZB)  | 1    | 1     | 0      | 2     |
| 3                  | Vietnã (VIE)       | 0    | 1     | 1      | 2     |
| 4                  | Filipinas (PHI)    | 0    | 1     | 0      | 1     |
| 5                  | Índia (IND)        | 0    | 0     | 2      | 2     |
| Total (5 entradas) | Total (5 entradas) | 4    | 4     | 4      | 12    |